# 久保公人
久保 公人（くぼ きみと、1956年（昭和31年） - ）は、日本の文部官僚。文部科学省スポーツ・青少年局長などを歴任した。2016年4月より2024年3月まで、学校法人尚美学園理事長兼尚美学園大学学長。

## 経歴
滋賀県大津市に小学校の教師の家庭に生まれる
。滋賀県立膳所高等学校を経て、京都大学法学部を卒業する。1980年（昭和55年）文部省に入省する。
- 1987年（昭和62年）4月 福岡県教育委員会高校教育課長
- 1996年（平成8年） 文部省高等教育局視学官
- 1997年（平成9年）7月 北九州市企画局長
- 2000年（平成12年）文部省教育助成局施設助成課長
- 2000年（平成12年）7月から 文部科学省初等中等教育局施設助成課長、高等教育局主任大学改革官、高等教育局私学部私学行政課長、生涯学習政策局政策課長、生涯学習政策局生涯学習総括官。
- 2006年（平成18年）7月 文部科学省大臣官房人事課長
- 2007年（平成19年）7月 文部科学省大臣官房審議官（高等教育局担当）[2][3]
- 2009年（平成21年）7月 東京大学理事
- 2012年（平成24年）1月6日 文部科学省スポーツ・青少年局長[4]。
- 2015年（平成27年）8月4日付け 文部科学省スポーツ・青少年局長を退任
- 2016年 (平成28年) 4月 - 尚美学園理事長兼尚美学園大学学長
- 2017年 (平成29年) 6月 - コナミホールディングス社外取締役[5]
- 2019年 (平成31年) 11月 - 全国高等学校eスポーツ連盟理事長[6]

## スポーツ・青少年局長として
2015年（平成27年）7月28日、文部科学省は久保スポーツ・青少年局長が辞任し、後任に高橋道和内閣官房教育再生実行会議担当室長を任命する人事を発表した。スポーツ・青少年局は、東京オリンピックの国立競技場建設を管轄しており、建設計画の白紙撤回に伴い、事実上の更迭と観測されている。

## 同期
- 清木孝悦（14年京都大学理事、13年文部科学省生涯学習政策局長）